# Betzy Cuevas
Betzy Casandra Cuevas Araujo (Azcapotzalco, 21 de abril de 1997) es una futbolista mexicana. 
Inició su carrera en las Fuerzas Básicas del América y se ha desempeñado como mediocampista tanto en el club América,como en el Deportivo Toluca Femenil. 
Durante su trayectoria no ha recibido muchas tarjetas amarillas; sin embargo, sí recibió una tarjeta roja. Es la única jugadora junto a Mónica Rodríguez en ganar los dos títulos de liga con el Club América Femenil de la Liga MX Femenil y la única futbolista que más tiempo estuvo en la institución del 2016 / 2017 hasta el 2024 .
Es la cuarta máxima goleadora del Club América Femenil con un total de 50 goles. 
Actualmente es jugadora del Deportivo Toluca Femenil a partir del año 2025. 

## Carrera deportiva
Juega habitualmente en la posición de mediocampista. En su carrera se ha desempeñado en los equipos del Club América Femenil y Deportivo Toluca Femenil. Su número de dorsal común es el 8, aunque en ocasiones usa el 18. No tiene una pierna dominante, ya que es hábil en el manejo de ambas. 

## Palmarés

### Títulos nacionales
| Título           | Club         | País   | Año      |
| ---------------- | ------------ | ------ | -------- |
| Primera División | Club América | México | Ap. 2018 |
| Primera División | Club América | México | CL. 2023 |